# Jamajka na zimních olympijských hrách
Jamajka na zimních olympijských hrách startuje od roku 1988. Toto je přehled účastí, medailového zisku a vlajkonošů na dané sportovní události.

## Účast na Zimních olympijských hrách
| Dějiště ZOH            | ZOH      | Vlajkonoš                                     | Zlatá medaile | Stříbrná medaile | Bronzová medaile | Celkem |
| ---------------------- | -------- | --------------------------------------------- | ------------- | ---------------- | ---------------- | ------ |
| 1988 Calgary           | ZOH 1988 | Dudley Stokes                                 |               |                  |                  | 0      |
| 1992 Albertville       | ZOH 1992 | Dudley Stokes                                 |               |                  |                  | 0      |
| 1994 Lillehammer       | ZOH 1994 | Chris Stokes                                  |               |                  |                  | 0      |
| 1998 Nagano            | ZOH 1998 | Ricky McIntosh                                |               |                  |                  | 0      |
| 2002 Salt Lake City    | ZOH 2002 | Winston Watt                                  |               |                  |                  | 0      |
| 2006 Turín             | ZOH 2006 |                                               |               |                  |                  | Ne     |
| 2010 Vancouver         | ZOH 2010 | Errol Kerr                                    |               |                  |                  | 0      |
| 2014 Soči              | ZOH 2014 | Marvin Dixon                                  |               |                  |                  | 0      |
| 2018 Pchjongčchang     | ZOH 2018 | Jazmine Fenlator-Victorian                    |               |                  |                  | 0      |
| 2022 Peking            | ZOH 2022 | Benjamin Alexander Jazmine Fenlator-Victorian |               |                  |                  | 0      |
| 2026 Milán             | ZOH 2026 |                                               |               |                  |                  |        |
| Celkem                 | 9        |                                               | 0             | 0                | 0                | 0      |
| Zdroj na Olympedia.org |          |                                               |               |                  |                  |        |